# Ceriporiopsis carnegieae
Ceriporiopsis carnegieae är en svampart som först beskrevs av D.V. Baxter, och fick sitt nu gällande namn av Gilb. & Ryvarden 1985. Ceriporiopsis carnegieae ingår i släktet Ceriporiopsis och familjen Phanerochaetaceae.   Inga underarter finns listade i Catalogue of Life.